# Municipio de Elden
El municipio de Elden (en inglés: Elden Township) es un municipio ubicado en el condado de Dickey en el estado estadounidense de Dakota del Norte. En el año 2010 tenía una población de 73 habitantes y una densidad poblacional de 0,78 personas por km².

## Geografía
El municipio de Elden se encuentra ubicado en las coordenadas 46°4′5″N 98°34′4″O / 46.06806, -98.56778. Según la Oficina del Censo de los Estados Unidos, el municipio tiene una superficie total de 93.65 km², de la cual 93,65 km² corresponden a tierra firme y (0 %) 0 km² es agua.

## Demografía
Según el censo de 2010, había 73 personas residiendo en el municipio de Elden. La densidad de población era de 0,78 hab./km². De los 73 habitantes, el municipio de Elden estaba compuesto por el 98,63 % blancos y el 1,37 % eran de una mezcla de razas. Del total de la población el 0 % eran hispanos o latinos de cualquier raza.